# A Monster’s Life
A Monster’s Life ist das vierte Studioalbum der deutschen Hard-Rock-Band The New Black. Es erschien am 26. Februar 2016 über AFM Records.

## Entstehung
Gitarrist Fabian Schwarz schrieb zunächst ein komplettes Album, mit dem er neue musikalische Wege gehen wollte. Schwarz experimentierte unter anderem mit tiefer gestimmten Gitarren. Das Ergebnis habe sich nach Stoner Rock angehört und war laut Schwarz zu weit von der Musik entfernt, was die Band bisher gemacht hat. Daraufhin begann Schwarz noch einmal von vorne, hat aber bei einem oder zwei Lieder Fragmente der ursprünglichen Titel verwendet.
Nachdem die Band zuvor ihre Alben selbst produzierte suchten sich die Musiker erstmals einen externen Produzenten. Die Musiker wollten sich nicht wiederholen, zudem waren sie von Kritik wie „Auf der Bühne seid ihr irgendwie geiler!“ genervt. Die Wahl fiel auf Jacob Hansen, der mit seinen Arbeiten mit Volbeat bekannt wurde. Um die Produktion und Hansens Honorar zu finanzieren, startete die Band eine Crowdfunding-Kampagne. Aufgenommen wurde das Album in den Jam Productions Studios in Würzburg. Anschließend sorgte Jacob Hansen in seinem eigenen Studio im dänischen Ribe für den Mix. Das Mastering übernahm Stefan Gassner.
Auch optisch wollte die Band neue Wege gehen und verzichtete im Gegensatz zu den bisherigen Alben auf Totenköpfe auf dem Albumcover. Laut des Gitarristen Christof Leim wäre ein weiteres Bild mit solchen Rock-Klischees langweilig. Für die Lieder Long Time Coming, With a Grin, Buddha Belly, Send in the Clowns und Dead in the Water wurden Musikvideos veröffentlicht.
Nach Veröffentlichung ging die Band auf „A Monster’s Tour“ durch Deutschland und spielte unter anderem bei Rock im Revier.

## Titelliste
| 1. Long Time Coming – 3:55 2. Blockbuster Life – 3:46 3. With a Grin – 3:49 4. Send in the Clowns – 3:37 5. Dead in the Water – 3:29 | 1. Buddha Belly – 3:54 2. The Beer of No Return – 3:22 3. A Pill Named Ting – 3:10 4. Better – 3:23 5. That’s Your Poison, Not Mine – 3:14 |

## Rezeption
Für Matthias Mineur vom deutschen Magazin Metal Hammer klingen „die kraftvollen Songs fokussierter als auf dem letzten Studiowerk“. A Monster’s Life bietet „sattelfesten, blues-beeinflussten Heavy Rock mit vielen großen und kleinen Höhepunkten sowie zwei, drei wahren Monster-Abräumern“, wofür Mineur sechs von sieben Punkten vergab. Jens Peters vom deutschen Magazin Rock Hard bezeichnete A Monster’s Life als „das bisher beste Album der Band“, weil sie „im Vergleich zu den Vorgängern abwechselungsreicher zu Werke gehen und sich nicht scheuen, über den Tellerrand zu blicken“, wofür Peters acht von zehn Punkten vergab. Tobias Kreutzer vom Onlinemagazin Metal.de hingegen bezeichnete das Album als „handwerklich sehr solide, andererseits aber auch wenig eigenständig“. Er kritisierte aber beim Gesang die „sehr angestrengte Testosteron-gesättigte Reibeisen-Rockstar-Imitation“, wofür Kreutzer sechs von zehn Punkten vergab.